# HD 219134 b
HD 219134 b (hoặc HR 8832 b) là một trong ít nhất năm ngoại hành tinh quay quanh HD 219134 (tên khác HR 8832), một ngôi sao dãy chính trong chòm sao Tiên Hậu (Cassiopeia). Kể từ tháng 7 năm 2015, siêu Trái Đất HD 219134 b, với kích thước khoảng 1,6 R🜨 và mật độ 6,4 g/cm³, được báo cáo là ngoại hành tinh đất đá gần nhất với Trái Đất, cách xa 21,25 năm ánh sáng. Ngoại hành tinh này ban đầu được thiết bị HARPS-N của Kính viễn vọng quốc gia Galileo phát hiện thông qua phương pháp vận tốc xuyên tâm và sau đó được Kính viễn vọng Không gian Spitzer quan sát thấy khi nó đi qua phía trước ngôi sao chủ của nó. Ngoại hành tinh này có khối lượng gấp khoảng 4,5 lần Trái Đất và quay quanh ngôi sao chủ của nó theo chu kỳ 3 ngày. Năm 2017, người ta thấy rằng hành tinh này có khả năng có khí quyển.

## Đặc điểm

### Khối lượng, bán kính và nhiệt độ
HD 219134 b là một siêu Trái Đất, một ngoại hành tinh có bán kính và khối lượng lớn hơn Trái Đất, nhưng nhỏ hơn so với các sao khổng lồ băng Hải vương và Thiên vương. Sử dụng cả phương pháp vận tốc hướng tâm và phương tiện vận chuyển, cả khối lượng và bán kính của nó đều được xác định rõ, cho phép mô hình chính xác thành phần của hành tinh. HD 219134 b có bán kính 1,602 R🜨 và khối lượng 4,74 M🜨, cho mật độ khoảng 6,4 g/cm³ và gấp 1,85 lần trọng lực của Trái Đất. Điều này phù hợp với một thành phần giống như Trái Đất. Điều này là tương đối bất thường, vì hầu hết các hành tinh 1,6 R🜨 dự kiến sẽ nhiều vật liệu dễ bay hơi, chẳng hạn như nước và khí. Mặc dù có thành phần giống Trái Đất, nhiệt độ cân bằng của hành tinh này là khoảng 1.015 K (742 °C; 1.367 °F), quá nóng đối với nước lỏng hoặc sự sống. Tùy thuộc vào lượng mây che phủ trong bầu khí quyển của HD 219134 b, nhiệt độ thực tế có thể thấp hơn một chút, nhưng không ở gần phạm vi của nước lỏng.